# Claude
Claude là một con cá sấu bạch tạng (Alligator mississippiensis) tại Học viện Khoa học California. Claude thiếu sắc tố melanin, dẫn đến làn da không đều màu, mắt có thị lực kém liên quan đến bệnh bạch tạng.

## Tổng quan
Claude được nở vào ngày 15 tháng 9 năm 1995 ở Florida với trọng lượng 2 ounce (57 g). Nó nặng 222 pound (101 kg) và dài 9 foot 5 inch (2,87 m). Nó có 76 chiếc răng.
Claude gặp nguy hiểm trong vùng hoang dã do chứng bạch tạng không cho phép nó ngụy trang vào môi trường xung quanh như những con cá sấu khác. Chỉ có vài chục con cá sấu bạch tạng được biết đến trên thế giới, tất cả đều được nuôi nhốt. Claude được đưa đến Học viện Khoa học California vào năm 2008. Năm 2009, một móng vuốt của Claude đã bị cắt cụt sau khi bị nhiễm trùng do bị một con cá sấu khác cắn.
Claude toàn thân màu trắng vì thiếu sắc tố melanin. Nó có thị lực kém do mắc bệnh bạch tạng.